# Beni Abbès
Beni Abbès är en ort i Algeriet. Den ligger i provinsen Béchar, i den västra delen av landet, 900 km sydväst om huvudstaden Alger. Beni Abbès ligger 499 meter över havet och antalet invånare är 11 416.
Terrängen runt Beni Abbès är platt. Trakten runt Beni Abbès är nära nog obefolkad, med mindre än två invånare per kvadratkilometer. Det finns inga andra samhällen i närheten. Trakten runt Beni Abbès är ofruktbar med lite eller ingen växtlighet.